# Vredenoord (Rijswijk)
Vredenoord is een buitenplaats die tot 2002 in de Nederlandse plaats Rijswijk, provincie Zuid-Holland lag, maar door een gemeentegrenswijziging tegenwoordig in Den Haag ligt. Vredenoord heeft meerdere  namen gehad: onder andere Buytenburch, Alphenrust, Oversteen en Hoflust.
Voor zover bekend was Josua van Belle, burgemeester en raad in de vroedschap van Rotterdam, in 1679 al in het bezit van de grond. Na zijn dood  liet hij de buitenplaats na aan zijn weduwe Ida Catherina van der Meijden (1707). Op de kaart van Cruquius uit 1713 is de buitenplaats ingetekend met de naam Buytenburch, maar of het de woning was die deze naam had is niet duidelijk. De zoon van Josua van Belle verkocht de bijbehorende boerderij in 1728 aan Hugo van Rijk. In 1732 kocht Cornelis van Alphen de buitenplaats van Frederik van der Does. Ergens voor 1732 moet het landgoed dus door de weduwe van Van  Belle van de hand zijn gedaan. Van Alphen noemde het huis Alphenrust, en hij kocht in 1738 ook de boerderij weer terug.  Na zijn dood werd het goed, inclusief boerderij, in 1760 verkocht aan Jacob Spruyt. De erfgenamen van Spruyt verkochten het in 1776 aan Pieter Havart, ambachtsheer van Nederveen, Uitwijk en Waardhuizen.  Hij gaf het de naam Vredenoord.  In 1796 verkocht hij het aan Johan Maritz, ’s-Lands Grofgeschutgieter, die in 1800 ook Hoornwyk zou kopen. In de 19e eeuw wisselde het goed opnieuw vele malen van eigenaar. In het begin van de 20e eeuw werd het pand gesloopt en het huidige huis volgens ontwerp van architect J. van Wijngaarden gebouwd door Adriaan van der Willigen (Zoelmond, Rotterdam), wiens familie er tot in de jaren 70 van de twintigste eeuw heeft gewoond. Later werd het in gebruik genomen als een gezinsvervangend tehuis. In 2007 werd het landhuis inclusief de landschapstuin van Jan David Zocher jr. volledig gerenoveerd.
Opvallend aan Vredenoord is dat aan de achterzijde van het landgoed een folly is gebouwd in de vorm van een kunstmatige grot, niet te verwarren met een ijskelder. Deze is waarschijnlijk in 1876 gebouwd.